# Prasinocyma niphobola
Prasinocyma niphobola là một loài bướm đêm trong họ Geometridae.